# Mangua forsteri
Mangua forsteri är en spindelart som först beskrevs av Brignoli 1983.  Mangua forsteri ingår i släktet Mangua och familjen Synotaxidae. Inga underarter finns listade i Catalogue of Life.